# Synchronistische Kroniek
De Synchronistische kroniek (Graysons kroniek 21) is een historiografisch document in spijkerschrift dat bewaard is gebleven op drie kleitabletten. die gevonden zijn in de bibliotheek van Assurbanipal in wat destijds de Assyrische hoofdstad was, Nineve. Het is een belangrijke bron voor eenieder die geïnteresseerd is in de chronologie van Assyrië en het buurland Karduniaš (oftewel Babylonië).
Het document tracht aan te geven wie er gelijktijdig koning van Assyrië en Karduniaš waren. Het geeft in tegenstelling tot andere koningslijsten daarmee ook talrijke synchronismen tussen de twee buurrijken. De kroniek werd waarschijnlijk rond 810 v.Chr. samengesteld, kort na de troonsbestijging van Adad-nirari III. De kroniek stamt daarmee uit een tijd waarin de koningen van Assur indruk trachtten te maken met allerlei annalen op stenen tabletten, bronzen deuren, standbeelden en klei-archieven over hun daden als koning, soms pochend op hun opzettelijke wreedheid die opstand tegen het Assyrische gezag moest ontmoedigen.
Het behandelt de geschiedenis van beide rijken vanaf de regering van Puzur-Assur III van Assur die in de eerste helft van de 15e eeuw v.Chr. leefde. De tekst is door horizontale lijnen in secties van ongelijke lengte verdeeld, die ieder een Assyrische koning en zijn Babylonische tijdgenoot of -genoten weergeven. Er was een inleiding, maar daar is niet veel van over. De conclusie echter is vrijwel geheel intact.
De auteur was blijkbaar alleen geïnteresseerd in die Assyrische koningen die zich op een of andere wijze bemoeiden met Babylon. Koningen die dat niet deden zijn eenvoudigweg weggelaten, dat geldt bijvoorbeeld voor een anderszins belangrijk vorst als Assur-nasir-apli II. Het chronologische belang van de kroniek is daarmee beperkt, maar samen met een ander synchronistische document Kroniek P stellen de gegevens de onderzoekers wel in staat de chronologieën van de beide buurstaten aan elkaar te koppelen. De samenstellers van de kroniek nemen het niet altijd even nauw met de waarheid, tegenstrijdigheden worden bijvoorbeeld altijd in het voordeel van Assyrië gladgestreken. De auteurs hadden echter blijkbaar wel toegang tot historische documenten van de voorafgaande 700 jaar die nu niet meer beschikbaar zijn en deden serieus historisch onderzoek.